# Ołeh Fediukow
Ołeh Iwanowycz Fediukow (ukr. Олег Іванович Федюков, ros. Олег Иванович Федюков, Oleg Iwanowicz Fediukow; ur. 13 grudnia 1963 w Mikołajowie, w obwodzie lwowskim) – ukraiński piłkarz, grający na pozycji obrońcy, a wcześniej pomocnika, trener piłkarski.

## Kariera piłkarska

### Kariera klubowa
W 1985 rozpoczął karierę piłkarską w miejscowym klubie Torpedo Łuck. W lipcu 1986 przeszedł do Dnipra Dniepropetrowsk. W 1988 występował w klubie Kołos Nikopol, po czym powrócił do Torpeda, który już nazywał się Wołyń. W rundzie jesiennej sezonu 1994/95 bronił barw Karpaty Lwów, ale ponownie wrócił do Wołyni, w którym w 2003 zakończył karierę piłkarską w wieku 40 lat.

## Kariera trenerska
Po zakończeniu kariery piłkarskiej trenował dzieci w DJuFSz Wołyń Łuck.

## Sukcesy i odznaczenia

### Sukcesy klubowe
- zdobywca Pucharu Federacji Piłki Nożnej ZSRR: 1986
- mistrz Wtoroj ligi ZSRR: 1988
- wicemistrz Wtoroj ligi ZSRR: 1989
- mistrz Pierwszej lihi Ukrainy: 2002

### Sukcesy indywidualne
- 1. miejsce w historii Wołyni Łuck w ilości rozegranych meczów: 563[4].